# Astano
Astano (in dialetto ticinese Astàn) è un comune svizzero di 305 abitanti del Canton Ticino, nel distretto di Lugano.

## Geografia fisica
Il comune si trova situato nella regione terrazzata sudoccidentale del medio Malcantone e si sviluppa sull'area pianeggiante ai piedi del monte Rogoria, sul confine italo-svizzero, a circa 17 km da Lugano, 13 km da Luino, 35 km da Varese.

## Storia
Il vecchio nucleo presenta numerosi edifici di notevole pregio architettonico, come la Ca' da Roma. I monaci di San Pietro in Ciel d'Oro di Pavia possedevano beni ad Astano, mentre si ha notizia di un monastero dell'ordine degli umiliati nel XIII secolo; i beni del convento, abbandonato a metà del Quattrocento, vennero intestati alle monache di Santa Caterina di Lugano. Astano divenne parrocchia autonoma nel 1612; la parrocchiale, dedicata a San Pietro, fu costruita nel 1654 sul sedime di un'antica cappella. L'emigrazione di maestranze edili mise in luce personaggi notevoli: conosciuti sono i membri delle famiglie De Marchi e Donati, ma soprattutto l'architetto Domenico Trezzini. La tradizionale attività agricola comprendeva anche lo sfruttamento dell'alpe di Monte, sulle pendici del monte Rogoria. Dall'inizio del XIX secolo al secondo dopoguerra vennero sfruttati i giacimenti auriferi del monte Sceree.
Il 17 agosto 2004 è stato bocciato il progetto di fusione per il nuovo comune di Medio Malcantone al fine di unire Astano, Bedigliora, Curio, Miglieglia e Novaggio. L'aggregazione è stata abbandonata a causa del risultato negativo della votazione della popolazione dei comuni interessati del 8 febbraio 2004.
Il 26 novembre 2023, con una votazione popolare consultiva, è stata approvata la proposta di aggregazione con i Comuni limitrofi di Bedigliora, Curio, Miglieglia e Novaggio per formare il nuovo comune di Lema, riproponendo così l'idea bocciata 20 anni prima.

## Monumenti e luoghi d'interesse
- Chiesa parrocchiale dei Santi Pietro e Paolo, eretta nel 1654[5];
- Oratorio di Sant'Agata, eretto nel 1665.

## Società

### Evoluzione demografica
L'evoluzione demografica è riportata nella seguente tabella:
Abitanti censiti

## Amministrazione
Ogni famiglia originaria del luogo fa parte del cosiddetto comune patriziale e ha la responsabilità della manutenzione di ogni bene ricadente all'interno dei confini del comune.